# Ameletus bellulus
Ameletus bellulus är en dagsländeart som beskrevs av Zloty 1996. Ameletus bellulus ingår i släktet Ameletus och familjen Ameletidae. Inga underarter finns listade i Catalogue of Life.